# إعلان رابطة أمم جنوب شرق آسيا ASEAN لحقوق الإنسان

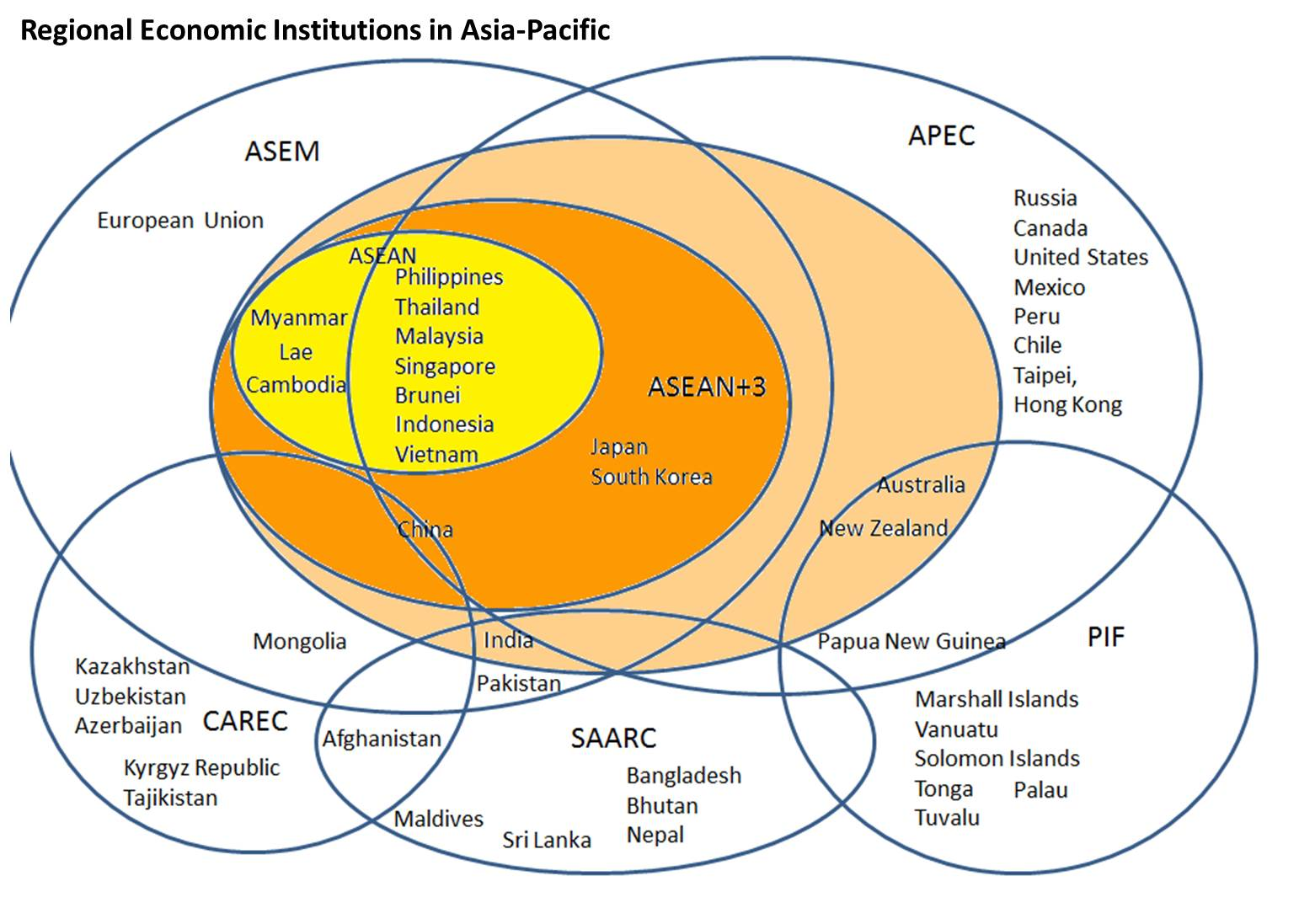
المؤسسات الاقتصادية الإقليمية في مخطط منطقة آسيا والمحيط الهادئ

أسست رابطة أمم جنوب شرق آسيا عام 2009 بعثة حقوق إنسان بين الحكومات للارتقاء بحقوق الإنسان في دول رابطة أمم جنوب شرق آسيا العشرة. وفي أواسط عام 2012، صاغت البعثة إعلان حقوق الإنسان لرابطة أمم جنوب شرق آسيا وتبنى الأعضاء القرار بالإجماع في اجتماع الرابطة في تشرين الثاني 2012 في فنوم بينث، كمبوديا. يفصّل الإعلان التزامات أمم الرابطة فيما يخص حقوق الإنسان تجاه شعوبها البالغة 600 مليونا، ويضم الإعلان 40 فقرة تحت 6 عناوين.
تؤكد المواد الخمسة الأولى بأن حقوق الإنسان «لكل شخص» وتجزم بالتحديد بأنها «للنساء والأطفال وكبار السن وذوي الاحتياجات الخاصة والعمال المهاجرين والمجموعات الضعيفة والمهمشة (المادة 5). وتؤكد المادة 10 بشكل مباشر» كل الحقوق المدنية والسياسية في الإعلان العالمي لحقوق الإنسان «، وهذا مفصل في المواد 11-25. وتؤكد المادة 26» كل الحقوق الاقتصادية والاجتماعية والثقافية في الإعلان العالمي.. «بالإضافة للموصوفة في المواد من 27 حتى 34. ويتجاوز إعلان حقوق الرابطة الإعلان العالمي لحقوق الإنسان بجعله» حق شرب مياه آمنة وإمدادات صحية«واضحا (المادة 28، هـ)،» والحق ببيئة نظيفة ومستدامة«(المادة 28، و)، والحماية من التمييز في المعاملة» للناس الذين يعانون من أمراض قابلة للانتقال ومنها الإيدز (المادة 29) وحق التنمية... الموجهة لتخفيف الفقر، وخلق ظروف تشمل حماية واستدامة البيئة... (المادة 36)، والحق في السلام (المادة 30).
وقد انتقدت البعثة على نطاق واسع لنقص شفافيتها وفشلها في التشاور مع المجتمع المدني لأمم جنوب شرق آسيا خلال عملية الصياغة. كما انتقد الإعلان من قبل المجتمع المدني لهذه الأمم نفسها، ومنظمات حقوق الإنسان العالمية كمنظمة العفو الدولية  وهيومان رايتس ووتش ووزارة الخارجية الأمريكية ومبعوث الأمم المتحدة السامي لحقوق الإنسان. وصفته هيومن رايتس وتش «إعلان للسلطات الحكومية متستر بشكل إعلان لحقوق الإنسان» وأشارت المجتمعات المدنية لأمم جنوب شرق آسيا «يفشل الإعلان في الاشتمال على عدة حقوق جوهرية وحريات أساسية، بما فيها حق الاجتماع وحق التحرر من الاخفاءات القسرية». وزد على ذلك، أن الإعلان يتضمن بنودا يخاف العديد من أنها يمكن أن تستخدم في تقويض حقوق الإنسان، مثلا «تحقيق حقوق الإنسان يجب أن يعتبر ضمن السياق الإقليمي والوطني» (المادة 7) أو أن حقوق الإنسان يمكن أن تكون مقتصرة على حفظ «الأمن الوطني» أو تعرف بشكل أضيق أنها «الأخلاق العامة».(المادة 8)
رحبت وزارة الخارجية الأمريكية ومبعوث الأمم المتحدة لحقوق الإنسان بالإعلان، لكن مع الكثير من التحفظات. كما أصدرت وزارة الخارجية بيانا داعما "من حيث المبدأ" من أجل جهود "رابطة أمم جنوب شرق آسيا" لتطوير إعلان حقوق إنسان إقليمي،" لكن عبرت عن قلقها حول "استخدام مفهوم النسبية الثقافية... وافتراض أن القوانين الداخلية يمكنها أن تفوق حقوق الإنسان العالمية، وعن الوصوفات غير الكاملة المذكورة في عدة مواضع، وعن تقديم حدود جديدة للحقوق، وعن استخدام لغة يمكن قراءتها بأنها تشير إلى أن الحقوق الفردية تخضع للفيتو الجماعي"  رحب مبعوث الأمم المتحدة السامي لحقوق الإنسان "بتجديد الالتزام من قبل قادة الرابطة بأعراف حقوق الإنسان" مشيرا بأنه قد "أظهرت مناطق أخرى كيف يمكن أن تطور أنظمة حقوق الإنسان الإقليمية وتتحسن مع الوقت" و "أنه من الأساسي أن تؤكد رابطة أمم جنوب شرق آسيا أن أي لغة لا تتسق مع معايير حقوق الإنسان العالمية لا تصبح جزءا من أي اتفاقية حقوق إنسان إقليمية ملزمة".